# Junkie Monkey
A Junkie Monkey webböngészőben játszható életszimulátor, mellyel az Északi Támpont Egyesület a kábítószer-fogyasztás szempontjából veszélyeztetett fiatalokat célozta meg. A program szórakoztató, játékos keretek között kívánta rávezetni a felhasználókat a céltudatos problémamegoldásra, az ehhez szükséges ismeretszerzés szükségességére és kábítószerek veszélyeire.
A játék modern környezetben játszódik, „Junkie Town” képzeletbeli városában, amit antropomorf állatszereplők népesítenek be. A játékos egy majmot irányít, akit maga nevezhet el, és tetszés szerint késztethet cselekvésre. A háttérben futó program látja el a “játékvezetői” tisztet, gondoskodik a majom cselekvési következményeinek regisztrálásáról és a véletlenszerű mozzanatok cselekménybe iktatásáról. A történéseket grafikus animációk kísérik. A játékosok egy felügyelt fórumon beszélhetik meg tapasztalataikat.
A program tesztverziója 2003. augusztus 6-án a Sziget Fesztivál keretén belül jelent meg. A grafikai felületek kidolgozása során az alkotók törekedtek a fiatalok elvárásainak a kielégítésére. A kábítószerrel kapcsolatos információk átadására egy fontos és érdekes kísérlet volt a program. Talán éppen ezért nyerte el a Kanadai és a Holland Nagykövetségek támogatását is.[forrás?]
A Junkie Monkeyhoz hasonló próbálkozásra Magyarországon azóta sem volt példa.